# Вишневский, Виталий Викторович
Вита́лий Ви́кторович Вишне́вский (род. 18 марта 1980, Харьков) — российский хоккеист, защитник.

## Карьера
Начал заниматься хоккеем в Харькове под руководством Леонида Гладченко и Валерия Пляшешника, но ещё в детском возрасте вместе с тренерами переехал в Ярославль.
12 сентября 1998 года дебютировал в основном составе «Торпедо» в поединке против череповецкой «Северстали». 1 октября 1998 года в матче против ХК «Липецк» забросил свою первую шайбу и сделал первую голевую передачу в рамках чемпионатов России. В сезоне 1998/99 набрал 7 очков (3+4) и 38 минут штрафа в 34 играх за ярославскую команду.
В 1998 году в первом раунде драфта НХЛ под общим 5-м номером был выбран клубом «Анахайм Майти Дакс». 5 января 1999 года в канадском Виннипеге в составе молодёжной сборной России стал победителем чемпионата мира и был признан лучшим защитником турнира. Первый матч в НХЛ провёл 19 января 2000 года против «Даллас Старз», а первый гол забил 8 февраля в поединке против «Лос-Анджелес Кингз». В июне 2003 года в составе «Анахайма» принял участие в финале Кубка Стэнли. Во время локаута в 2004/05 играл за воскресенский «Химик» — 51 матч, 7 голов, 17 передач.
В феврале 2006 года в составе сборной России выступал на Олимпийских играх в Турине.
В 2010—2012 годах играл в петербургском СКА в КХЛ. В мае 2012 года вернулся в ярославский «Локомотив» и назначен ассистентом капитана.
Завершил карьеру игрока в августе 2018 года.

## Награды и звания
- Благодарность Президента Российской Федерации (30 июня 2009) — за большой вклад в победу национальной сборной команды России по хоккею на чемпионатах мира в 2008 и 2009 годах[2]
- Заслуженный мастер спорта России (25 сентября 2009)[3]

## Спортивные достижения
- Финалист Кубка Стэнли 2003.
- Участник чемпионата Европы среди юниоров (U18) 1997 года.
- Бронзовый призёр чемпионата Европы среди юниоров (U18) 1998 года.
- Серебряный призёр молодёжного чемпионата мира (U20) 1998 года.
- Чемпион мира среди молодёжи (U20) 1999 года, лучший защитник турнира, вошёл в символическую сборную всех звёзд.
- Участник Кубка мира 2004.
- Участник Зимних Олимпийских игр 2006.
- Чемпион мира 2009.
- Бронзовый призёр чемпионата России (1999), обладатель приза «Лучший новичок сезона» (1999).
- Серебряный призёр чемпионата КХЛ (2009).

## Статистика
| Легенда | Легенда                    | Легенда | Легенда                   | Легенда | Легенда    |
| ------- | -------------------------- | ------- | ------------------------- | ------- | ---------- |
| И       | Количество проведённых игр | Штр     | Штрафное время            | +/−     | Плюс-минус |
| Г       | Голы                       | П       | Голевые передачи          | О       | Очки       |
| -       | Статистика неизвестна      | —       | Статистика не учитывалась |         |            |

### Клубная карьера
- b В «Регулярном сезоне» учитывается статистика игрока совместно с Переходным турниром.

### Международные соревнования
| Год                   | Сборная               | Турнир                | Место                 |    | И | Г  | П  | О  | Штр |
| --------------------- | --------------------- | --------------------- | --------------------- | -- | - | -- | -- | -- | --- |
| 1997                  | Россия (юниор.)       | ЮЧЕ (до 18)           | 4                     | 6  | 2 | 0  | 2  | 4  |     |
| 1998                  | Россия (мол.)         | МЧМ (до 20)           |                       | 7  | 1 | 2  | 3  | 6  |     |
| 1998                  | Россия (юниор.)       | ЮЧЕ (до 18)           |                       | 6  | 2 | 6  | 8  | 24 |     |
| 1999                  | Россия (мол.)         | МЧМ (до 20)           |                       | 7  | 0 | 2  | 2  | 6  |     |
| Всего (юниор. и мол.) | Всего (юниор. и мол.) | Всего (юниор. и мол.) | Всего (юниор. и мол.) | 26 | 5 | 10 | 15 | 40 |     |
| 1999                  | Россия                | ЧМ                    | 5                     | 6  | 0 | 1  | 1  | 8  |     |
| 2001                  | Россия                | ЧМ                    | 6                     | 7  | 0 | 3  | 3  | 6  |     |
| 2004                  | Россия                | КМ                    | 6                     | 3  | 0 | 0  | 0  | 0  |     |
| 2006                  | Россия                | ОИ                    | 4                     | 8  | 0 | 1  | 1  | 4  |     |
| 2009                  | Россия                | ЧМ                    |                       | 9  | 0 | 0  | 0  | 29 |     |
| Всего (осн. сборная)  | Всего (осн. сборная)  | Всего (осн. сборная)  | Всего (осн. сборная)  | 33 | 0 | 5  | 5  | 47 |     |